# Hermann Eggert
Georg Peter Hermann Eggert (Burg bei Magdeburg, 3 de enero de 1844 – Weimar, 12 de marzo de 1920) fue un arquitecto alemán de finales del siglo XIX y principios del XX, recordado por haber diseñado importantes edificios públicos como la estación central de Frankfurt y el Nuevo Ayuntamiento de Hannover, a menudo en estilo neorrenacimiento.

## Carrera
Nacido en Burg bei Magdeburg, Eggert estudió en Berlín con Heinrich Strack en la Bauakademie. Trabajó desde 1875 hasta 1889 como en alemán: Universitätsbaumeister en Estrasburgo, diseñando los edificios de la universidad, incluyendo el observatorio, y construyendo el Palais du Rhin (Palacio del Emperador) para Wilhelm II. Construyó la estación central de Frankfurt desde 1883 a 1888, considerada como su obra más importante.
Eggert sirvió como Oberbaurat en el Ministerium für öffentliche Arbeiten (Ministerio de Obras Públicas) de Prusia en Berlín, donde fue principal responsable de edificios eclesiales. Participó en el concurso para el nuevo ayuntamiento en Hannover en 1895, ganando el segundo concurso celebrado un año más tarde y fue el encargado de construir el exterior. Desde 1898 trabajó en su propia oficina en Hannover. Tuvo conflictos por el diseño de la Prunkräume (Habitaciones representativos) del Ayuntamiento con Christian Heinrich Tramm que había diseñado el Welfenschloss (palacio de Welf, ahora el edificio principal de la Universidad de Hanover); como resultado, su contrato fue cancelado en 1909.
Muchos de los diseños de Eggert son de estilo neorrenacimiento. Fue miembro de la Academia de las Artes de Prusia a partir de 1896 en la sección Bildende Künste (Artes). Eggert murió el 12 de marzo de 1920 en Weimar.

## Reconocimientos
Muchos de los diseños de Eggert están en el Museo de Arquitectura de la Universidad Técnica de Berlín. En el barrio central Gallus de Frankfurt una sección de una calle llamada Camberg fue rebautizada como Hermann-Eggert-Straße en 2009.

## Obras y proyectos destacados

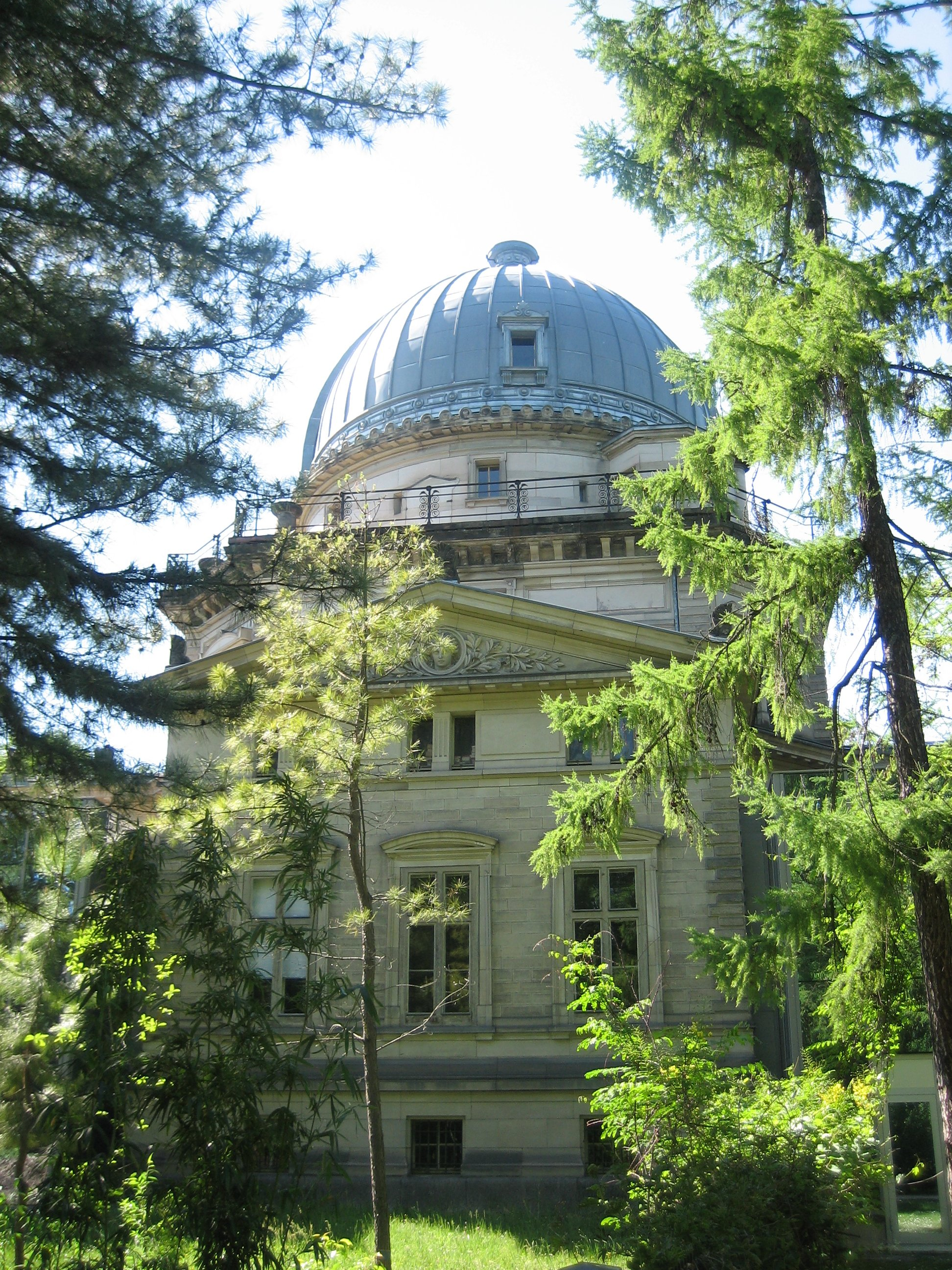
Sternwarte (Observatorio) de la Universidad de Estrasburgo

- 1869: Concurso para el diseño de la nueva Catedral de Berlín (no construido);
- 1872–1877: Torre Ernst Moritz Arndt en Rügen;
- 1881: Observatorio de la Universidad de Estrasburgo;
- 1883–1888: Frankfurt Main Station;[1]
- 1884–1889: Palais du Rhin en Estrasburgo;
- 1898: Estación de Hamburgo-Altona (demolido en 1978);
- 1898–1899: Tierärztliche Hochschule (Academia de Medicina Veterinaria) en Hannover (destruido en la Segunda Guerra Mundial);
- 1898–1909: Nuevo Ayuntamiento de Hannover;[1]
- 1899–1902: Anexo de la Universidad Técnica de Berlín (ahora Straße des 17. Juni 145);
- 1907: Bismarckturm en Burg bei Magdeburg.